# Bani (France)
Pour les articles homonymes, voir Bani.
Le Bani, ou Bany, est une petite rivière française  du département des Vosges en région Grand Est. C'est un affluent droit du Mouzon, donc un sous-affluent de la Meuse.

## Géographie
De 11,7 km de longueur, le Bani naît sur le territoire de la commune de Hagnéville-et-Roncourt, à 379 m d'altitude, près du lieu-dit les Sécherons.
Il s'oriente, après quelques méandres, vers le nord-ouest, direction qu'il maintient en règle générale jusqu'à la fin de son parcours. 
Il finit par confluer avec le Mouzon en rive droite, sur la commune de Circourt-sur-Mouzon, à 297 m d'altitude, à moins de 100 mètres à l'ouest de la petite localité de Certilleux.

### Communes et cantons traversés
Dans le seul département des Vosges, le Bani traverse les six communes suivantes, d'amont en aval, d'Hagnéville-et-Roncourt (source), Aulnois, Landaville, Tilleux, Certilleux, Circourt-sur-Mouzon (confluence).
Soit en termes de cantons, le Bani prend source sur le canton de Vittel, et conflue sur le canton de Neufchâteau, le tout dans l'arrondissement de Neufchâteau.

## Affluents
C'est à Landaville qu'il reçoit en rive gauche le Petit Bani, né à Beaufremont et issu de Lemmecourt.

## Hydrologie

### La Bani à Certilleux
Le module du Bani, mesuré au niveau de son confluent avec le Mouzon à Certilleux, est de 0,43 m3/s pour un bassin versant de 37,7 km2. 

### Lame d'eau et débit spécifique
La lame d'eau écoulée dans son bassin est de 360 millimètres par an,  ce qui est moyennement élevé. C'est supérieur à la moyenne de la France tous bassins confondus (320 millimètres par an), mais inférieur à la moyenne du bassin français de la Meuse à Chooz, près de sa sortie du territoire français, qui fait 450 millimètres par an. Son débit spécifique ou Qsp se monte de ce fait au chiffre de 11,4 litres par seconde et par kilomètre carré de bassin.

## Pêche
Le Bani est classé comme cours d'eau de première catégorie sur toute la longueur de son parcours.

## Patrimoine - Curiosités - Tourisme
À l'écart des grandes routes, peu peuplée, mais possédant de grandes réserves d'air pur et de forêts, le petit bassin du Bani ne peut qu'attirer les amateurs de calme et de repos, ainsi que chasseurs et pêcheurs. La région possède aussi un petit patrimoine architectural digne d'intérêt.
- Hagnéville-et-Roncourt : L'église Sainte-Gontrude d'Hagnéville possède un sarcophage du Ve siècle. Un chemin de croix du XVe est classé Monument Historique. Bois d'Hagnéville et bois Saint-Charles. Chasse.

- Aulnois : Vestiges de présence romaine : restes de mosaïque, poterie etc. Église de la Conversion-de-Saint-Paul, remaniée au XVIe siècle, avec chapelle Saint-Paul du XVe : restes de peinture murale, piscine, anciennes statues. Croisillon sud du transept : belle clé de voûte sculptée. Forêt.

- Tilleux : Ancien moulin. Église Saint-Evre : chœur et clocher des XVe et XVIe siècles, nef du XVIIIe. Statue de Saint Evre et Saint Nicolas du XVIIIe. Pêche dans le Bani. Chasse. Artisanat.

- Certilleux : Site du village à flanc de coteau. Église Saint-Paul du XVe siècle, avec porche du XVIe et belle chaire décorée du XVIIIe. Panorama. Forêts. Pêche, chasse, randonnées.